# 印度羊角藤
印度羊角藤（学名：Morinda umbellata ssp. umbellata）为茜草科巴戟天属下的一个亚种。

## 扩展阅读
- 維基物種上的相關：印度羊角藤